# Batalla de Sulci
La batalla de Sulci se libró en el año 258 a. C. entre las armadas romana y cartaginesa en las costas cercanas a la ciudad de Sulci, Cerdeña. La batalla supuso una victoria menor para la República romana, obtenida por el cónsul Cayo Sulpicio Patérculo. 
Esta victoria romana supuso el final de la dominación púnica de Cerdeña, a excepción de la fortaleza de Olbia, al norte de la isla. Ambos contendientes emplearon un centenar de barcos cada uno. Los romanos aprovecharon el avance de la bruma para sorprender a la flota púnica, que después de sufrir algunas pérdidas, consiguió refugiarse en el puerto. Los romanos avanzaron en la bruma, y esperaron al desembarco enemigo para atacar a las naves amarradas. Los cartagineses perdieron unas cuarenta naves en el encuentro.
El almirante cartaginés vencido, Aníbal Giscón, fue crucificado por sus propios soldados. En el siguiente otoño, los romanos fueron expulsados de Olbia por el cartaginés Hannón, probablemente hijo de Aníbal Giscón.